# 洛桑次成
洛桑次成（1966年5月—）又名宝德勒，蒙古族，内蒙古自治区鄂托克旗人，藏传佛教格鲁派喇嘛，苏里格庙、珠日和庙住持。

## 生平
洛桑次成是大学学历，大专文化，1988年至1990年7月，在中国藏语系高级佛学院学习。1992年7月至1997年，在青海塔尔寺“五明佛学院”任教。其间，1995年出任鄂托克旗珠日和庙住持。1997年至2005年，任青海塔尔寺“红十字会藏医院”医生。其间，1997年获鄂托克旗人民政府聘为“新召庙”住持。1998年，出任鄂托克旗第十届政协委员。
2002年，出任苏里格庙住持。2003年至2004年度，被选为鄂尔多斯市佛教协会常务理事、副会长。2003年11月起，任鄂托克旗政协副主席。
洛桑次成曾任内蒙古自治区政协第十届委员、鄂尔多斯市政协第二届委员、鄂尔多斯市佛教协会副会长。他还担任鄂托克旗政协副主席、鄂托克旗佛教协会会长。
2012年7月6日，内蒙古自治区鄂尔多斯市佛教协会第二次代表会议在鄂尔多斯市举行，会议选举鄂托克旗珠日和庙住持洛桑次成为第二届鄂尔多斯市佛教协会会长，第一届鄂尔多斯市佛教协会会长热布登道尔吉获礼请担任鄂尔多斯市佛教协会名誉会长。